# John Davies (natation)
Pour les articles homonymes, voir John Davies et Davies.
John Griffith Davies  (né le 17 mai 1929 à Willoughby en Nouvelle-Galles du Sud en Australie et mort le 24 mars 2020 à Pasadena (Californie),) est un nageur australien qui a remporté une médaille d'or olympique dans la discipline du 200 mètres brasse à l'occasion des Jeux olympiques de 1952 à Helsinki en Finlande.

## Biographie
De 1948 à 1952, il nage pour l'université du Michigan pour laquelle il remporte en brasse deux titres de la National Collegiate Athletic Association et quatre titres de l'Amateur Athletic Union.
En 1948, John Davies finit à la quatrième place au total dans une compétition remporté par l'américain Joseph Verdeur. Puis, en 1952, il remporte une médaille d'or olympique sur 200 mètres brasse, alors nagé en papillon. Déçu de son temps lors d'une compétition une semaine avant les Jeux, il décide de se reposer le plus possible avec un entraînement minimum les trois derniers jours. Aux Jeux, il remporte sa série et sa demi-finale, avec les meilleurs temps de l'ensemble des nageurs. Lors de la finale, il fait un temps de 2 min 34 s 40 qui reste le meilleur temps de la « brasse-papillon »,.
Il fait ensuite une carrière de juge en Californie. En 1986, le président des États-Unis Ronald Reagan le nomme à la United States District Court for the Central District of California. Il en est membre jusque 1998. À ce titre, il préside le procès fédéral contre les policiers responsables du passage à tabac de Rodney King.
Il est intronisé au International Swimming Hall of Fame en 1984.

## Résultats

### Jeux olympiques
- 1948
  - 4e 200 m brasse
- 1952
  - 1er 200 m brasse